# Bir Uttom
Das Bir Uttom (deutsch: Der exzellente Held) ist nach dem Bir Sreshtho die zweithöchste  Kriegsauszeichnung der Streitkräfte Bangladeschs.
Die Auszeichnung wurde am 15. Dezember 1973 eingeführt. Sie wurde insgesamt an 69 Freiheitskämpfer für herausragende Tapferkeit im Angesicht des Feindes im Bangladesch-Krieg verliehen. Die dritthöchste Kriegsauszeichnung ist der Bir Bikrom, der vierthöchste der Bir Protik.